# Маркова, Ольга Борисовна
Ольга Борисовна Маркова (литературный псевдоним О. Марк; 16 декабря 1963 — 5 декабря 2008, Алма-Ата) — казахстанская писательница, литературовед, литературный критик, основатель и президент общественного фонда развития культуры и гуманитарных наук «Мусагет».

## Биография
Родилась в городе Кентау.
Кандидат филологических наук, доцент. Главный редактор и основатель литературно-художественного издания «Аполлинарий», выпускающегося с 1993 года, а также одноименного интернет-издания . Автор концепций и руководитель сайтов «Магия твердых форм и свободы»  и Галерея современного искусства «Мусагет» .
С 1999 по 2008 годы руководила единственными в Казахстане литературными курсами для начинающих писателей «Мастер-класс» в городе Алматы.

…Ольга Борисовна создала то, что оказалось не под силу могущественному министерству культуры Казахстана, — новую литературную волну. Марат Исенов, Ербол Жумагулов, Михаил Земсков, Ксения Рогожникова, Анна Рогожникова, Айгерим Тажи, Илья Одегов, Роман Туранов, Александр Варский, Эльмира Какабаева, Дина Махметова, Павел Банников, Светлана Захаренкова, Тимур Исалиев, Макс Величко, Расул Шбинтаев, Антонина Власова, Тигран Туниянц, Вера Феликс, Оксана Красина, Ольга Передеро, Жулдыз Алматбаева, Венера Жаналина, Елена Тикунова, Мерей Исмаилова… Эти и сотни других авторов — казахстанских писателей, поэтов, журналистов, критиков, редакторов, драматургов — своими достижениями во многом обязаны той вере в себя, которая была заложена в них стараниями Ольги Борисовны.

Макс Величко, Gazeta.kz

Скончалась 5 декабря 2008 года, похоронена на Алматинском городском кладбище на проспекте Рыскулова.

## Интервью
- Ольга МАРК, президент общественного фонда «Мусагет»: Перестаешь читать — перестаешь думать (25 июня 2008)